# Куркі (гміна Ґраєво)
Куркі (пол. Kurki) — село в Польщі, у гміні Граєво Ґраєвського повіту Підляського воєводства.
Населення — 49 осіб (2011).
У 1975-1998 роках село належало до Ломжинського воєводства.

## Демографія
Демографічна структура станом на 31 березня 2011 року:
|          | Загалом | Допрацездатний вік | Працездатний вік | Постпрацездатний вік |
| -------- | ------- | ------------------ | ---------------- | -------------------- |
| Чоловіки | 23      | 12                 | 9                | 2                    |
| Жінки    | 26      | 10                 | 13               | 3                    |
| Разом    | 49      | 22                 | 22               | 5                    |